# Климат Йошкар-Олы
Климат города умеренно континентальный, с длинной холодной зимой и тёплым летом. Безморозный период составляет 117—144 дня. Продолжительность вегетационного периода в среднем составляет 167 дней (с последней декады апреля по первую декаду октября), число дней с температурой более 10 °С длится в пределах 125—130 дней. Сумма положительных температур за вегетационный период составляет 2200—2500 °С.

## Общая характеристика
| Показатель                     | Янв.  | Фев.  | Март  | Апр. | Май  | Июнь | Июль | Авг. | Сен. | Окт. | Нояб. | Дек.  | Год  |
| ------------------------------ | ----- | ----- | ----- | ---- | ---- | ---- | ---- | ---- | ---- | ---- | ----- | ----- | ---- |
| Средний суточный максимум, °C  | −9,9  | −7,5  | −0,6  | 9,4  | 18,4 | 22,6 | 24,5 | 22,4 | 15,6 | 6,3  | −1,2  | −5,9  | 7,8  |
| Средняя температура, °C        | −13,9 | −12,1 | −5,4  | 4,6  | 12,2 | 16,5 | 18,7 | 16,5 | 10,8 | 3,2  | −3,8  | −9,2  | 3,2  |
| Средний суточный минимум, °C   | −17,9 | −16,6 | −10,1 | −0,3 | 6,0  | 10,3 | 12,8 | 10,6 | 6,0  | 0,0  | −6,3  | −12,5 | −1,5 |
| Норма осадков, мм              | 32    | 25    | 24    | 34   | 40   | 61   | 82   | 60   | 54   | 53   | 46    | 37    | 548  |
| Источник: Гидрометцентр России |       |       |       |      |      |      |      |      |      |      |       |       |      |

## Сезоны

### Зима
Средняя температура зимы: −11,7 °C. Самый холодный месяц — январь. В целом, зима продолжительная и холодная, возможны лишь незначительные кратковременные оттепели.

### Весна
Средняя температура весны: +3,8 °C. Весна в целом прохладная и сухая.

### Лето
Средняя температура лета: +17,2 °C. Самая жаркая погода — в середине июля. Воздух прогревается до +34…+38 °C.

### Осень
Средняя температура осени: +3,4 °C. Осенью погода холодная и влажная с преобладанием сильных ветров и дождей, возможны ранние заморозки и снег. Ноябрь — самый ветреный месяц.

## Осадки
В среднем за год выпадает 548 мм осадков. Количество осадков в виде дождя в 2,5-3 раза превышает количество осадков, выпадающих в виде снега. Устойчивый снежный покров лежит в среднем 150—154 дня, с середины ноября до середины апреля.

## Ветер
Преобладают воздушные массы умеренных широт, переносимые господствующими юго-западными ветрами.